# Medal of Honor: European Assault
Medal of Honor: European Assault је видео-игрица која је дио серијала Medal of Honor. European Assault је направљена за PlayStation 2, Xbox и GameCube, а објављена јуна 2005. Причу је осмислио Џон Милиус, сценариста Апокалипсе данас. Прича прати поручника Вилијема Холта, оперативца Уреда за стратешке услуге, и његов ангажман у савезничким снагама у Француској, Сјеверној Африци, Совјетском Савезу и Белгији.
Игра је првобитно названа Medal of Honor: Dogs of War (Медаља части: Пси рата) али је назив промијењен због поистовјећивања са плаћеницима.